# El cantero y el asno
El cantero y el asno es la más conocida de las fábulas de Mariano Melgar. Los escritores Juan y Víctor Ataucuri García, en su libro Fábulas de Mariano Melgar, dicen al respecto: 

"Es una dolida protesta contra la discriminación de los indios por parte de los grupos de poder representados por el cantero, a quien se le llama así porque transporta piedras desde una cantera hacia el pueblo, sometiendo a ese duro trabajo a un grupo de asnos. El maltrato y los insultos de parte del cantero son similares a los que sufrían los indios en esa época. Lo lamentable es que hasta hoy sucede esto, ya no son indios, sino gente marginada por el sistema, sean provincianos, pobres, emigrantes, etc. Melgar denuncia que esta situación no es culpa de los indios, sino de quienes los gobiernan. Esta fábula confirma que los temas que desarrollan las fábulas melgarianas siguen siendo muy actuales".

[cita requerida] Pese al aporte para la literatura infantil que hace Melgar con sus fábulas, muy pocos le dan el real valor a su aporte y mensaje de cambio que busca para la sociedad de su país. Es un revolucionario porque sus fábulas son muy diferentes a las clásicas de Esopo o Samaniego, mientras que éstos se refieren a los valores individuales, Melgar se preocupa en hacer hincapié en los valores sociales.[cita requerida].
Esta fábula está escrita en verso (forma externa de la composición literaria).
- Datos: Q5824211